# Petropedetes
Petropedetes – rodzaj płazów bezogonowych z rodziny Petropedetidae.

## Zasięg występowania
Rodzaj obejmuje gatunki występujące od Sierra Leone przez Wybrzeże Kości Słoniowej i Nigerię dalej przez Kamerun do południowego Gabonu, w tym pogranicze z Demokratyczną Republiką Konga, z widoczną luką w Togo; na Bioko należącym do Gwinei Równikowej.

## Systematyka

### Etymologia
- Petropedetes (Petropedites): gr. πετρα "petra" „skała”[6]; πεδητης pedētēs „więzień, spętany, związany”, od πεδη pedē „pęta, kajdany”[7].
- Tympanoceros: gr. τυμπανον tumpanon „bęben”[8]; κερας keras, κερατος keratos „róg”[9]. Gatunek typowy: Tympanoceros newtoni Bocage, 1895.

### Podział systematyczny
Barej i współpracownicy (2014) przenieśli gatunki P. dutoiti, P. martiensseni i P. yakusini do odrębnego rodzaju Arthroleptides, zaś gatunek P. natator ustanowili gatunkiem typowym osobnego rodzaju Odontobatrachus będącego rodzajem typowym rodziny Odontobatrachidae. 
Do rodzaju należą następujące gatunki:
- Petropedetes cameronensis Reichenow, 1874
- Petropedetes euskircheni Barej, Rödel, Gonwouo, Pauwels, Böhme & Schmitz, 2010
- Petropedetes johnstoni (Boulenger, 1888)
- Petropedetes juliawurstnerae Barej, Rödel, Gonwouo, Pauwels, Böhme & Schmitz, 2010
- Petropedetes newtonii (Bocage, 1895)
- Petropedetes palmipes Boulenger, 1905
- Petropedetes parkeri Amiet, 1983
- Petropedetes perreti Amiet, 1973
- Petropedetes vulpiae Barej, Rödel, Gonwouo, Pauwels, Böhme & Schmitz, 2010